# Achille Guénée
Achille Guénée est un entomologiste français, né le 1er janvier 1809 à Chartres et mort le 30 décembre 1880 à Châteaudun.

## Biographie
Il fait ses études à Chartres où il s’intéresse très tôt aux papillons, conseillé par François de Villiers (1790-1847). Il vient étudier le droit à Paris, puis s'inscrit au barreau. Après la mort de son fils unique, il réside à Châteaudun aux « Chatelliers ».
Durant la guerre de 1870, Châteaudun est brûlé par les Prussiens mais il retrouve ses collections intactes.
Il est l’auteur de 63 publications, certaines avec Philogène Auguste Joseph Duponchel (1774-1846). Il signe notamment ses Species des nocturnes (six volumes, 1852-1857) faisant partie des Suites à Buffon. Ce travail de près de 1 300 pages traite des Noctuidae du monde.
Il participe à la fondation en 1832 de la Société entomologique de France et en devient après son président en 1848 puis membre honoraire en 1874.
Son texte, Les Entomologistes peints par eux-mêmes, peut être lu sur le projet Wikisource.

## Œuvres
- Iconographie des chenilles, pour faire suite à l'ouvrage intitulé Histoire naturelle des Lépidoptères Tome 1, Diurnes / par J.-B. Godart, continuée par P.-A.-J. Duponchel / Paris : Méquignon-Marvis , 1832
- Iconographie des chenilles : pour faire suite à l'ouvrage intitulé : Histoire naturelle des lépidoptères, ou papillons de France, par J.-B. Godart / ouvrage basé sur la méthode de Latreille ; avec les figures de chaque espèce, dessinées et coloriées d'après nature par P. Duménil, peintre d'histoire naturelle ; continuées P.-A.-J. Duponchel / Paris : Méquignon-Marvis , 1832-1849
- Tableaux synoptiques des l'epidoptères d'Europe : contenant la description de tous les l'epidoptères connus jusqu'à ce jour / par Mm. de Villiers et Guen'ee / Paris : M'equignon-Marvis , 1835
- Histoire naturelle des insectes : species général des lépidoptères / par le Dr Boisduval, etc.[et M.] Guenée / Paris : Librairie encyclopédique de Roret , 1836-1858
- Europaeorum microlepidopterorum Index methodicus : sive Pyrales, Tortrices, Tineae et Alucitae Linnaei, secundum novum naturalemque ordinem dispositae, nominibus genuini restitutis, synonimia accurate elucidata, locis indicatis, novisque speciebus aut larvis brevi descriptis / A. Guenée / Paris : Roret , 1845
- Iconographie et histoire naturelle des chenilles pour servir de complément à l'Histoire naturelle des lépidoptères ou papillons de France, de MM. Godart et Duponchel / par M. P.-A.-J. Duponchel / Paris : G. Baillière , 1849
- Iconographie et histoire naturelle des chenilles (2 vol.) : pour servir de complément à l'histoire naturelle des lépidoptères ou papillons de France / Duponchel P.-A.-J / Paris : Germer Baillière , 1849
- Histoire naturelle des insectes tome cinquième, Noctuélites sixième, Noctuélites septième, Noctuélites : species général des lépidoptères : Ouvrage accompagné de planches / par MM. Boisduval et Guenée / par A. Guenée / Paris : Librairie encyclopédique de Roret , 1852
- Histoire naturelle des insectes Tome huitième, Deltoïdes et pyralites : Species général des lépidoptères : ouvrage accompagné de planches / par MM Boisduval et Guenée / par M.A. Guénée / Paris : Librairie encyclopédique de Roret , 1854
- Histoire naturelle des insectes [Tomes neuvième et dixième], Uranides et phalénites [Tomes I et II], : Species général des lépidoptères : ouvrage accompagné de planches / par MM. Boisduval et Guenée / par M. A. Guenée / Paris : Librairie encyclopédique de Roret , 1857
- Statistique scientifique d'Eure et Loir : Lépidoptères / par M. Achille Guenée / Chartres : Petrot-Garnier , 1867
- Histoire naturelle des insectes : Species général des lépidoptères : [planches composant les deux livraisons qui accompagnent le 1er volume] / par Messieurs Boisduval et Guénée / Paris : Librairie encyclopédique de Roret , [1858]

Lépidoptères représentés par Achille Guénée
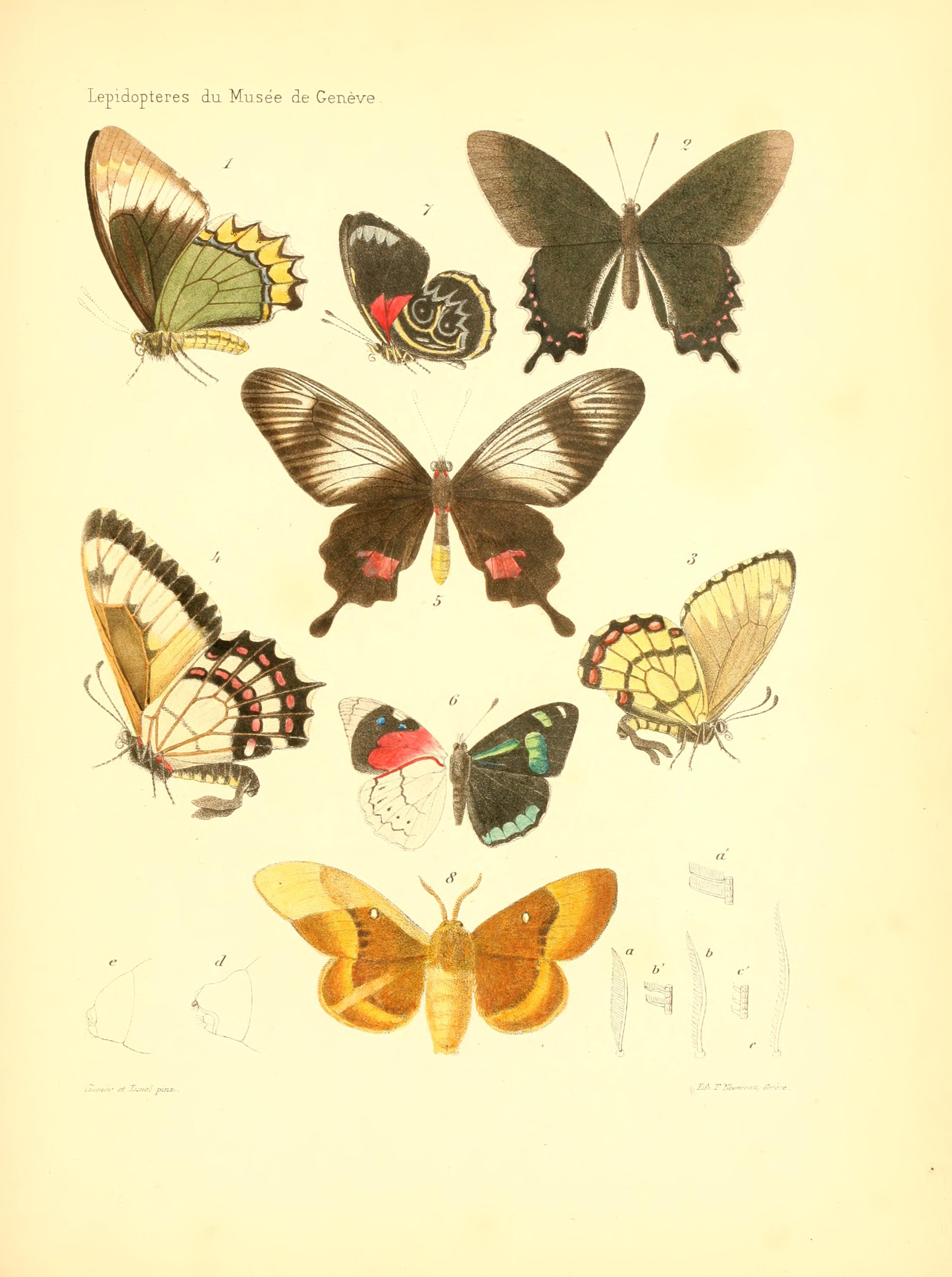
Notice sur divers lépidoptères du musée de Genève, 1800.
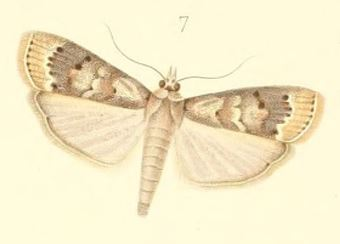
Mussidia irisella, île de la Réunion, 1862.
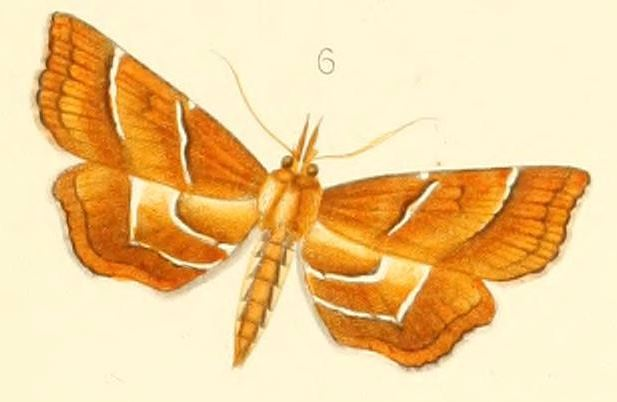
Neurophyseta upupalis, île de la Réunion, 1862.